# Naturschutzgebiet Mannhagener Moor
Das Naturschutzgebiet Mannhagener Moor ist ein 43,5 Hektar umfassendes Naturschutzgebiet in Mecklenburg-Vorpommern.

## Lage
Das Gebiet befindet sich als Habitatinsel für zahlreiche Tier- und Pflanzenarten inmitten einer intensiv genutzten Ackerlandschaft 2,5 km südwestlich von Miltzow. Der namensgebende Ort Mannhagen liegt einen Kilometer südlich. Die Fläche gehört zur Landschaftseinheit Lehmplatten nördlich der Peene und damit auf einer Höhe zwischen 23 und 25 Meter über NN.

## Geschichte und Wasserhaushalt
Die Flächen des Naturschutzgebiets liegen als Senken eingebettet in einer Grundmoräne, die sich durch die letzte Eiszeit ausbildete. Nach Abtauen des Eises blieben im Bereich des heutigen Moores durch einen fehlenden Abfluss mehrere Toteisblöcke zurück, die nach dem Abtauen Gewässer bildeten und vermoorten. Im Laufe der Zeiten bildeten sich zwei bis acht Meter mächtige Torfschichten. Das Mannhagener Moor besteht insgesamt aus sechs, hydrologisch getrennten, Moorkörpern, die jeweils in einzelnen Senken liegen. Das Mannhagener Moor wird durch einen Graben in Richtung Strelasund entwässert.
Menschliche Nutzung der Flächen setzte spät ein. Die Karten des preußischen Urmesstischblattes aus dem Jahr 1830 zeigen das Moor waldfrei. Jedoch begann in der ersten Hälfte des 19. Jahrhunderts die gewerbliche Torfnutzung. Entwässerungsgräben und Torfstiche wurden angelegt und bis zum Jahr 1920 zum Torfabbau genutzt. Am 30. Juli 1920 stellte die zuständige Behörde die ersten 25 Hektar als Naturdenkmal unter Schutz; die Festsetzung erfolgte am 16. März 1938. Die trocken gefallenen Flächen wurden aufgeforstet. Im Jahr 1984 wurden Randgräben um das Moor gezogen, mit denen die Fläche erneut geschädigt wurde. Daher wurde das Gebiet am 13. Juli 1984 auf annähernd 44 Hektar erweitert. Das Naturschutzgebiet ist nach EU-Recht als FFH-Gebiet Moore zwischen Greifswald und Miltzow eingestuft. Schutzziel ist der Erhalt und die Regeneration des Moores.

## Pflanzen- und Tierwelt
Im Gebiet befinden sich Moorflächen der ersten drei Trophiestufen: oligotroph-sauer, mesotroph-sauer und eutroph. Im Zentrum des Mannhagener Moores befindet sich eine vier Hektar umfassende Hochmoorfläche mit Torfmoos-Schwingrasen, Rundblättrigem Sonnentau, Sumpfporst, Moosbeeren und Scheidigem Wollgras. Den zentralen Hochmoorbereich umgibt ein Zwischenmoor mit Torfmoos-Schwingrasen, Weiden, Faulbaum, Pfeifengras und Bruchwäldern aus Kiefern und Birken. Nördlich findet sich im Bereich der ehemaligen Torfstiche eine Fläche mit Wollgras, Faulbaum und Ohrweide. Im Nordwesten gedeiht der vergleichsweise seltene Königsfarn. In einigen Bereichen ist darüber hinaus die Blumenbinse zu finden. Auf den eutrophen Flächen stockt ein Wald aus Erlen, während auf den entwässerten Flächen die Asch-Weide und die Moor-Birke wachsen.
Hauptgrund der Unterschutzstellung war das Vorkommen von bis zu 65 Tag- und Nachtfalterarten, die auf sauer-oligotrophe Bedingungen angewiesen sind. Die heutigen Artzahlen sind geringer, da sich durch Bewalden der Moorflächen die Gebietsstruktur änderte und nötige Nahrungspflanzen für die Raupen fehlen. 1995 wurden vier Amphibien- und vier Reptilienarten nachgewiesen, darunter eine Population der Kreuzotter.

## Aktueller Gebietszustand
Der aktuelle Gebietszustand wird als unbefriedigend angesehen, da seit dem Bau von Gräben im Jahr 1984 die Randbereiche des Moores stark entwässert werden. Dies steht im starken Gegensatz zum angestrebten Schutzziel des Naturschutzgebiets. Um eine Verbesserung zu erzielen, müssten diese Gräben verschlossen werden. Dennoch kommt eine Analyse und Bewertung der Landschaftspotenziale im Auftrag des Umweltministeriums im Jahr 1994 zu der Bewertung, dass das Naturschutzgebiet eine „hohe Einzigartigkeit im Untersuchungsraum“ besitzt. Die Succow-Stiftung übernahm im Jahr 2011 Teile der Moorflächen als Nationales Naturerbe von der Bundesregierung und will dort im Laufe der Zeit Renaturierungsmaßnahmen durchführen.
Nach langjähriger Vorbereitung wurden im Frühjahr 2024 erste umfassende Renaturierungsarbeiten begonnen, bei denen zunächst der große, in den 1980er Jahren angelegte, Entwässerungsgraben (Randgraben) verfüllt wurde.

## Nutzung
Das Gebiet wird zur Jagd und zur Bienenwirtschaft genutzt. Es existiert ein Plattenweg, der von Mannhagen aus zum nordwestlichen Bereich des Naturschutzgebiets zu einer Schutzhütte führt. Innerhalb des Naturschutzgebietes gibt es einen weiteren Wanderweg, der jedoch öffentlich nicht zugänglich ist.